# Biłyk
Biłyk — студійний альбом української співачки Ірини Білик записаний польською мовою. У серпні 2002 Білик взяла участь у «Festiwal Polskich Wideoklipów Yacht Film» (Польща), де отримала нагороду «Pochesny Yacht Award» у категорії «Відриття року.

## Перелік пісень
1. Droga (укр. Дорога)
2. Twoje dłonie (укр. Твої руки)
3. Obcy ty
4. Na białych morzach (укр. Я відріжу хвилі)
5. Nie dziś (укр. Одинокая…)
6. Zaśnij (укр. Скажи)
7. Anioł? (укр. Ти ангел)
8. Deszcz (укр. Дощем)
9. Bez nazwy (укр. Без назви)
10. Sierota (укр. Бандуристе, орле сизий…)
11. Kraina (укр. Країна)
12. Nie płacz, Mariczko (укр. Не плач, Марічко)